# Escuela de Vallecas

L'Escuela de Vallecas (en français : l'« École de Vallecas ») est un groupe d'artistes surréalistes créé par Alberto Sánchez Pérez et Benjamín Palencia en 1927, quand ils envisagèrent de rénover l'art espagnol, sous le modèle des mouvements avant-gardistes européens du début du XXe siècle, mais proposant une alternative locale. Le langage plastique employé était un amalgame d'éléments fauvistes, cubistes et surréalistes, dont le facteur d'union était ce sentiment nationaliste et la volonté de le régénérer.
Malgré le caractère non officiel du groupe, son existence est divisée en deux époques, connues comme la Première (1927-1936) et la Seconde (1939-1942) Escuela de Vallecas, séparées par la guerre civile espagnole. C'est l'unique groupe qui parvint à réapparaître après la guerre civile.

## Origine et création
Entre 1925 et 1931, des années fécondes pour l'avant-garde plastique et littéraire de l'Espagne, une ligne de « néo-casticisme », dont les exemples les plus représentatifs furent Maruja Mallo, qui peignait à cette époque-là des scènes populaires, Benjamín Palencia, Ramón Gaya et José Moreno Villa.
Quand Palencia arriva à Madrid depuis son village natal, il fit la connaissance de Juan Ramón Jiménez — qui le connaissait et admirait déjà — et par son biais de la Résidence d'étudiants de Madrid. À partir de ce moment-là il s'imprégna du climat esthétique et scientifique de la Résidence et participait à ses activités, ce qui fut déterminant, tant pour Palencia que pour l'Escuela de Vallecas. Alberto venait de la Tolède populaire : il était un artiste autodidacte qui alternait son travail de boulanger avec celui de sculpteur.
À partir de 1927, une année fondamentale pour l'avant-garde espagnole (notamment via la Génération de 27), Palencia et Álvaro Delgado Ramos se donnaient rendez-vous pratiquement tous les jours dans l'après-midi, à la Puerta de Atocha. Selon le récit de Alberto lui-même, ils se baladaient sur de nombreux kilomètres et suivant des chemins différents, à la recherche de nouveaux motifs picturaux. L'un d'eux, qui devint leur itinéraire préféré, les menait près de Villaverde Bajo, puis sans traverser le Manzanares, vers Vallecas. Ils s'arrêtaient à la colline d'Almodóvar, qu'ils appelèrent finalement la « colline Témoin », car c'est à cet endroit qu'Alberto allait avoir cette nouvelle vision de l'art espagnol, après que Benjamín Palencia la lui montra. C'est en effet en s'inspirant de ces balades dans la banlieue de Madrid, de par les terrains vagues et les zones plus marginales qu'Alberto et Palencia souhaitaient découvrir l'essence de l'identité espagnole. Ils renforçaient ainsi une attitude propre à la Génération de 98 bien que plus contemporaine, désireuse de formuler une alternative locale à l'avant-garde internationale et en particulier parisienne,. Les artistes de cette génération avait inventé un nouvel idéal pour le paysage espagnol, opposé au classique « locus amoenus », en accueillant la révélation d'une Castille à la terre nue, de couleurs arides, sous un lourd soleil et sa dure lumière. C'est ainsi qu'aussi bien la Génération de 98 que Palencia et Alberto cherchaient dans la Meseta une image des racines ibériques, perdues dans les villes.
À la suite de cela, Álvaro Delgado, Alberto, Benjamín Palencia, Juan Manuel Díaz Caneja, Luis Castellanos (es), Francisco San José, Carlos Pascual de Lara, Enrique Núñez Castelo (es) et Antonio Rodríguez Luna se donnaient rendez-vous tous les jours à la gare d'Atocha et commençaient leur marche vers le village de Vallecas. Palencia leur avait parlé de ce paysage et ainsi réveillé leur curiosité à son propos. Ils commencèrent à ouvrir le cercle à de nouvelles amitiés : Lorenzo le tavernier ; Don Abundio le curé ; Arroyo le forgeron ; Pablo le sacristain ; le propriétaire d'une petite camionnette qui faisait le service public entre le Pont de Vallecas et le Village de Vallecas, etc. C'est ainsi qu'en créant un vaste groupe de relations, ils trouvèrent le moyen de travailler là-bas et d'y trouver un atelier. D'autres artistes, des poètes, sculpteurs, peintres, photographes, journalistes, intellectuels tels que Maruja Mallo, José Moreno Villa, Nicolás de Lekuona (es), Francisco Pérez Mateo (es), Eduardo Yepes, Jorge Oteiza, Timoteo Pérez Rubio (es), Ángel Ferrant (es), Josep Renau Berenguer, Gil Bel (es), José Herrera Petere (es), Raúl González Tuñón, Enric Climent, Antonio Ballester, Enrique Garrán venaient plus ou moins régulièrement leur rendre visite, ainsi que certains invités de luxe tels que Miguel Hernández, Federico García Lorca, Rafael Alberti, José Bergamín, Pablo Neruda, Luis Felipe Vivanco (es). Ils maintenaient en plus une étroite relation avec l'environnement avant-gardiste de la Résidence d'étudiants.
Bien que les œuvres qu'ils produisaient restaient surtout ancrées dans le surréalisme, le cubisme et le fauvisme, leur thématique portait sur le paysage castillan véhiculé par les images créées antérieurement par la Génération de 98. Grâce à leur investigation, cependant, la peinture de paysage espagnole vécut une profonde rénovation.
C'était là l'époque optimiste et féconde, où se multipliaient les conversations et les rencontres, et où commençait à germer l'idée d'un groupe de travail.
Le grand moment de la représentation coïncida avec la proclamation de la Deuxième République Espagnole (es) en 1931. En juin de cette année, Alberto et Palencia exposèrent ensemble à l'Athénée de Madrid. À partir de 1932, pourtant, ils prirent des chemins différents. Palencia s'intéressa à d'autres projets et s'unit temporellement au groupe d'Art Constructif — ou « universalisme constructif » — de l'uruguayen de Joaquín Torres García, alla exposer à Paris et à la Biennale de Venise ; Alberto, lui, était resté aux commandes de l'École et publia son essai Vallecana.

## Déclin
Pourtant, l'euphorie retomba peu à peu. Beaucoup n'avaient pu supporter plus longtemps les marches et les conversations interminables, et perdirent patience — souvent sous la pression de leur famille qui voyait mal cet avenir incertain — à la vue d'un projet qui n'arrivait pas à prendre forme. D'autres n'adhéraient plus au discours de Palencia. À ce désenchantement s'ajoutait la conjoncture locale qui devint particulièrement délicate avec l'éclatement de la guerre civile en 1936. Si au début le groupe se montrait uni et voulait résister, les défections commencèrent rapidement à se multiplier par la suite.
La situation devint précaire et empira avec l'arrivée prochaine de la Seconde Guerre mondiale ainsi que de nouveaux inconvénients : la faim et le froid les obsédaient. Commencèrent les défections, jusqu'à finalement réduire le groupe aux seuls Palencia, Pascual de Lara, San José et Álvaro Delgado.
S'ensuivirent des problèmes avec la Guardia Civil, qui les expulsèrent de leur atelier. Ils n'avaient pas de quoi payer leur logement et parvenaient tout juste à dessiner parce que le père de Carlos était directeur d'une école et leur fournissait du papier et de l'encre. Palencia ne se concentrait plus que sur son travail et à peine parlait au reste du groupe, appelé alors le « convivio ».

## La deuxième époque
Álvaro Delgado, Carlos Pascual de Lara, Gregorio del Olmo, Enrique Núñez Castelo et Francisco San José, qui continuaient à croire en Benjamín Palencia, se joignirent à lui dans sa tentative de ressusciter l'Escuela de Vallecas en 1939 lors d'une réunion organisée par ce dernier à l'École des Beaux-arts de San Fernando. D'autres artistes intégrèrent peu à peu la nouvelle Escuela de Vallecas — dite « deuxième École de Vallecas » (ou plus familièrement appelée par ses membres El Convivio,) — tels Cirilo Martínez Novillo (es) et Luis García Ochoa (es). Alors que lors de la première époque, le rendez-vous se faisait à la gare d'Atocha pour descendre ensuite vers Vallecas, Palencia donnait désormais rendez-vous au Musée du Prado, devant les tableaux d'El Greco.
À l'image d'un Benjamín Palencia désabusé par la Guerre civile espagnole, les artistes de cette nouvelle Escuela de Vallecas pratiquèrent un réalisme austère bien que diversifié, qui récupérait une grande partie de la poétique du paysage castillan, mais traité suivant ce nouveau ton, en le transformant en un symbole d'évasion et de silence au milieu du drame du Madrid d'après-guerre : un monde bucolique dans lequel se réfugier et dans lequel les thèmes les plus représentés sont les champs, les clochers, les chars, les natures mortes des plus simples, etc. San José trouvait refuge dans les portes désolées des maisons rurales ou dans les mines des faubourgs de Madrid ; Pascual de Lara donnerait une nouvelle interprétation aux recherches métaphysiques de la première époque, en connectant son esprit abstrait et géométrique tour à tour au réalisme métaphysique italien, à l'esprit analytique de Juan Gris, ou encore à l'esprit synthétique et élémentaire de Francisco de Zurbarán. C'est ainsi qu'un monde plein d'espoir naïf semble réapparaître au milieu du paysage purificateur et désolé.
Mais cette illusion fut de courte durée : selon Álvaro Delgado, « la Escuela de Vallecas, dans sa deuxième version, ne fut jamais autre chose qu'une idée qui ne fut jamais réalisée », et finalement seul San José resta auprès de Palencia jusqu'à la fin de la deuxième École de Vallecas en 1942.

## Legs
Elle fut finalement le berceau de ce qui deviendrait ensuite l'École de Madrid (es).
Toute la démarche de l'Escuela de Vallecas eut des conséquences sur le terrain plastique de l'époque, où s'étaient produites des formes qui, représentant l'essence d'une identité propre, se rapprochaient de celles de Picasso, Miró, Dalí, Jean Arp, Constantin Brâncuși, Henry Moore, Yves Tanguy, André Masson entre autres. Ces formes servirent à interpréter et exprimer la réalité historique et anthropologique, en l'orientant vers une nette notion de progrès associé au destin de l'humanité. Une vocation politique qui resta toujours ancrée dans l'horizon idéologique de Vallecas.
Au sommet de la « Colline Témoin » (de l'espagnol : el Cerro Testigo) — Alberto et Palencia installèrent une borne appelée Monumento a los Plásticos Vivos (Monument aux Plasticiens Vifs »). Elle représente le zénith de la poétique qui naquit là-bas : des quatre faces, l'une est illustrée du visage de Alberto, une autre de celui de Palencia — accompagné, chacun, de leur idéologie —, une troisième dédiée à Picasso, et la dernière contient les noms de Sergueï Eisenstein, El Greco, Zurbarán, Cervantes, Diego Velázquez entre autres.

### Filmographie
- Joan Dolç. Cerro Testigo. Court métrage en espagnol